# Meadowlakes, Texas
Meadowlakes là một thành phố thuộc quận Burnet, tiểu bang Texas, Hoa Kỳ. Năm 2010, dân số của xã này là 1777 người.

## Dân số
- Dân số năm 2000: 1293 người.
- Dân số năm 2010: 1777 người.